# Tylosema fassoglensis
Tylosema fassoglensis là một loài thực vật có hoa trong họ Đậu. Loài này được (Schweinf.) Torre & Hillc. miêu tả khoa học đầu tiên.